# Work of Heart
Work of Heart è l'undicesimo album di Roy Harper, e probabilmente esso è stato quello con la produzione più articolata, avendo a disposizione un gruppo completo.

## Storia
L'edizione originale è stata pubblicata dalla etichetta Public Records, fondata da Harper insieme a Mark Thompson (figlio di Edward Palmer Thompson). L'album fu selezionato da Derek Jewell del The Sunday Times come "Album dell'Anno" nel 1982.
La versione demo dell'album è stata pubblicata nel 1984 in una edizione limitata di 830 copie su vinile, intitolata Born in Captivity. Il suono di Born in Captivity è più vicino a quello tipico di Harper, essendo accompagnato solo dalla sua chitarra.
Work of Heart insieme a Born in Captivity sono stati ristampati in un doppio CD.

## Tracce

### Lato A
1. "Drawn To The Flames" - 6:34
2. "Jack Of Hearts" - 4:14
3. "I Am A Child" - 3:09
4. "Woman" - 4:42
5. "I Still Care" - 4:50

### Lato B
1. "Work of Heart" - 21:32
  1. "No One Ever Gets Out Alive"
  2. "Two Lovers in the Moon"
  3. "We Are the People"
  4. "All Us Children (So Sadly Far Apart)"
  5. "We Are the People" (reprise)
  6. "No One Ever Gets Out Alive" (finale)

## Riedizione in doppio CD del 1994

### CD 1 -Born in Captivity
1. "Stan" - 5:03
2. "Drawn to the Flames" (Demo Version) - 4:43
3. "Come To Bed Eyes" - 4:20
4. "No Woman Is Safe" - 4:42
5. "I Am A Child" (Demo Version) - 3:59
6. "Elizabeth" - 4:47
7. "Work of Heart" (Demo Version) - 19:20
  1. "No One Ever Gets Out Alive"
  2. "Two Lovers in the Moon"
  3. "We Are the People"
  4. "All Us Children (So Sadly Far Apart)"
  5. "We Are the People" (reprise)
  6. "No One Ever Gets Out Alive" (finale)

### CD 2 -Work of Heart
1. "Drawn To The Flames" - 6:34
2. "Jack Of Hearts" - 4:14
3. "I Am A Child" - 3:09
4. "Woman" - 4:42
5. "I Still Care" - 4:50
6. "Work of Heart" - 21:32
  1. "No One Ever Gets Out Alive"
  2. "Two Lovers in the Moon"
  3. "We Are the People"
  4. "All Us Children (So Sadly Far Apart)"
  5. "We Are the People" (reprise)
  6. "No One Ever Gets Out Alive" (finale)

## Formazione
- Roy Harper - chitarra elettrica, chitarra acustica, sintetizzatore e voce
- Bob Wilson - chitarra elettrica e chitarra acustica
- Tony Franklin - basso e percussioni
- Dave Morris - pianoforte, sintetizzatore, clarinetto e viola
- Charlie Morgan - batteria
- Dick Morrissey - saxofono
- Darrell Lockhart - batteria ("Woman" e "I Am A Child")
- Dorian Healey - batteria addizionale
- Paul Cobbold - basso addizionale
- David Lord - sintetizzatore addizionale
- Yvonne D'Cruz - voce ("Woman")

"THE HARPIES"
- Bob Wilson - cori
- Tony Franklin - cori
- John David - cori